# Adam Chubb
Adam Edward Chubb (Harrisburg, 5 luglio 1981) è un ex cestista statunitense.

## Carriera
Con gli Stati Uniti ha disputato i Campionati americani del 2005.

## Palmarès
- Coppa di Germania: 3

Artland Dragons: 2008
Alba Berlino: 2009
EWE Baskets Oldenburg: 2015
- Supercoppa tedesca: 1

Alba Berlino: 2008